# Zuhayr bin Abi Sulma
Zuhayr bin Abi Sulma sau Zuhair ori Zuhayr, (în arabă: زهير بن أبي سلمة; n. 520 – d. cca 609) a  fost un poet arab din perioada preislamică. Este considerat unul dintre cei mai mari poeți ai perioadei preislamice, inclus în antologia Al-Muallaqat. Poeziile sale au adus o contribuțíe amplă asupra vieții nomade din deșert. Marele corp al literaturii arabe a avut inclus opere scrise de arabi, de turci, persani, sirieni, egipteni, indieni, evrei și alți africani și asiatici, precum și de arabii înșiși.
Zuhayr bin Abi Sulma este unul dintre cei mai apreciați poeți arabi alături de Amru al- Kais și Antara. Au scris poezii lirice, în epoca de aur medievală, vorbind despre viața tribului, despre curaj și luptă, unele poezii având  peste 100 de linii. Poeziile lui Zuhayr bin Abi Sulma reprezintă o imagine de neegalat asupra vieții beduinului din preislam.
Zuhayr bin Abi Sulma a aparținut tribului Muzayna datorită provenienței tatălui său, care locuia la est de acel trib, actualul oraș Medina . Tatăl său a fost poet iar fiul său mai mare Ka'b bin Zuhayr, de asemenea, a devenit poet, citind lucrările profetului  Muhammad.   După moartea tatălui său, mama sa, s-a recăsătorit cu un alt poet Ibn Hajar Aws. Inițial Zuhayr bin Abi Sulma a fost ridicat din poala unchiului său matern, Bashârma ibn al-Ghadir, care la rândul său nu a fost doar un mare poet, ci de asemenea un lider bogat și respectat. In litaratura arabă, o anecdotă îl face faimos. În momentul morții sale, Bashârma, îi lasă o parte din averea sa, lui Zuhayr, și îi spune: " Ți-am lăsat ceva mai valoros decât averea mea. - Și ce anume? întreabă Zuhayr. - Poezia mea."  La rându său Zuhayr s-a căsătorit de două ori succesiv. Prima sa soție a fost Umm Awfa, care este menționată în poeziile sale, nu au putut avea copii impreună, deoarece în încercarea de a da naștere unor copii, Umm Awfa i-a născut morți. Ulterior, Zuhayr se recăsătorește cu Kabsha Bint 'Aamir la Ghatafan care devine mama copiilor lui, respectiv Ka'b, Bujayr și Salem. Fiul său cel mare, moștenește talentul tatălui său, și devine un cunoscut poet islamic, contemporan cu Profetul.
Poeziile lui Zuhayr pot fi găsite în antologii Hammad Ar-Rawiya, The Muallaqat, o colecție de poezii din perioada pre-islamică.